# Batalla de La Albarrada
La llamada Batalla de La Albarrada o Batalla de Petaco sucedió en 1631 en el contexto de la guerra de Arauco entre las fuerzas mapuches y un ejército español al mando del gobernador de Chile Francisco Laso de la Vega, resultando vencedores estos últimos. 

## Antecedentes

### Llegada de Francisco Laso de la Vega
Tras él desastre de Las Cangrejeras la situación en la frontera era muy tensa, de hecho los mapuches pudieron haber llevado a cabo una rebelión general pero una epidemia de viruela y sarampión se lo impidió. El 23 de diciembre de 1629 Laso de la Vega llega a Concepción con un refuerzo de 500 hombres y equipo militar que logró reunir en su año de estadía en Perú.
El 5 de enero de 1630 viajó a Santiago donde se reunió con el Cabildo y luego volvió a Concepción el día 18 a prepararse para lanzar una campaña de castigo a la Araucanía. Ahí el gobernador liberó a prisioneros araucanos (algunos traídos desde Perú) y los envió con mensajes de pacificación a los butalmapus y otros particulares a Butapichón, quién según los informes había reunido junto a Lientur 4000 guerreros en Yumbel. Pero los mismos que él liberó pasaron a ser los mayores instigadores de la rebelión.

### Campaña de 1630
En la zona fronteriza de San Felipe el maestre de campo Alonso de Córdoba y Figueroa estaba a cargo de la protección de varias vías importantes de comunicación dejando a Remulta, un indio amigo, a cargo de proteger un paso en las alturas de Quedico con 30 hombres. El 21 de enero se le reemplazó por el capitán Juan de Morales y varios yanaconas. A los tres días se oyó el sonar de una trompeta y Córdoba envió yanaconas a una zona llamada juego de la Chueca mientras él con 400 españoles marchaban más atrás, primero la caballería al mando de Córdoba y después la infantería comandada por Antonio de Avedaño. Llegando a ese lugar encontró a su vanguardia festejando la victoria y ahí se encontró con el mestizo Lázaro Ambrosio que le aconsejó no avanzar pues Butapichón había tomado posiciones en Millarapué con 3000 jinetes y 2000 infantes.
El maestre no le escuchó, enviando primero a los tenientes Antonio Gómez con 30 arcabuceros y Renguel con 200 yanaconas pero con la advertencia de no pasar el paso de Don García o Picolhué, que era un desfiladero en la montaña, al que entraron. Al salir de éste fueron atacados por los mapuches quedando impedidos de retirarse. Al llegar Córdoba ordenó la retirada gradual, pero dos capitanes, Ginés de Lillo y Alonso Bernal al ver una aparente huida enemiga salieron en su persecución, pero resultó una trampa. Solo la oportuna llegada de la infantería impidió una masacre. La batalla costó la vida de 40 españoles, incluyendo varios capitanes, aunque los araucanos se retiraron dejando en el campo numerosos cuerpos.
Para demostrar fortaleza tras una batalla que casi resultó un desastre el gobernador marchó a la cabeza de 600 españoles y 400 auxiliares al sur del Biobío estableciendo su cuartel general junto a las ciénagas de Lumaco mandando hombres a capturar a Butapichón en Purén sin tener éxito. Laso de la Vega enfermó, por lo que cruzó de nuevo la frontera y se acuarteló en San Felipe de Yumbel. Al saber que el gobernador se hallaba en reposo por su mala salud el cacique mapuche atacó San Bartolomé de Gamboa y las estancias cercanas. Enterado de estas noticias Laso de la Vega partió de inmediato a combatir, aún enfermo, con 400 españoles y 100 yanaconas pero al llegar al lugar se encontraron con que el enemigo se había retirado y el gobernador trató de darle alcance, sin éxito.
Continuó la marcha por dos días hasta que el cansancio de los caballos y sus hombres le obligó a armar un campamento en un lugar conocido como el de Los Robles a orillas del Itata. El 14 de mayo una fuerza de cinco mil guerreros al mando de Butapichón se lanzaron sobre ellos. Ante la primera arremetida los españoles sufrieron fuertes bajas pero el gobernador que se hallaba en reposo por su mala salud se levantó, montando su caballo y logró que sus capitanes reorganizaran las tropas y rechazaran al enemigo con grandes pérdidas.
Viendo los resultados de la campaña Laso de la Vega comprendió que era necesario conseguir más recursos para derrotar la resistencia indígena por lo que volvió a Santiago, a la que llegó el 23 de julio. Allí fue bien recibido y lograría formar, con los nuevos reclutas, dos regimientos de infantería y uno de caballería. En esos tiempos el gobernador fue informado por indios amigos que los caciques Butapichón (Putapichion) y Quepuantú (Keunpuantú) habían reunido un gran ejército. Laso de la Vega vio entonces la oportunidad para dar una batalla decisiva que destruyese el principal ejército mapuche y lograse el sometimiento de las tribus, Al saber esto el pánico general cundió en la ciudad y el Cabildo le rogó desistir de sus intenciones, pero todo fue inútil. Había un gran temor en los residentes de Santiago porque al enviar los 180 nuevos reclutas y partir el gobernador y sus hombres a inicios de noviembre hacia Concepción no había fuerzas para defender la ciudad, sobre todo al enterarse de que unos 3000 indios habían cruzado la cordillera para atacar la capital del reino desde el oriente por un paso ubicado entre Rancagua y San Rafael. Sin embargo, el gobernador no podía dejar desprotegida la línea del Biobío y tuvo que dejar a los santiaguinos defenderse solos, para lo que tuvieron que formarse milicias.

### Campaña de 1631
Laso de la Vega llegó con sus hombres el 5 de diciembre de 1630 a Concepción dejando al maestre de campo Córdoba a cargo de la ciudad y al maestre Fernando de Zea del fuerte de Arauco. Las fuerzas del gobernador incluían 1300 españoles y 600 auxiliares a sueldo defendiendo la frontera, unos 300 reclutas se habían unido a las fuerzas desde la campaña anterior. Poco después de su arribo a la zona fronteriza se enteró de que el toqui Butapichón había nombrado a Quepuantú su vice-toqui y había convencido al ex-toqui Lientur de unírseles. Los caciques habían logrado reunir una fuerza de entre 7000 a 8000 guerreros con los que esperaban poder derrotar cualquier tropa española que les hiciera frente y tomar el fuerte que controlaba varias vías de comunicación del sur del reino lo que sería un poderoso golpe moral. El ejército araucano se componía de 2000 guerreros aportados por Queupuante, cacique de Elicura y la zona costera; 2000 traídos por Lientur (Paillahueñu), toqui de Purén; y 3000 eran fieles a Butapichón, jefe en Tomeco. El gobernador inmediatamente se preparó para realizar operaciones de castigo para debilitar a los araucanos. El teniente Esteban de la Muela fue enviado con 100 españoles y 300 yanaconas a Elicura, tierra de Quepuantú, el 20 de diciembre, volviendo con 50 caballos y 20 prisioneros, de estos, tres eran esposas y dos eran hijos del cacique.
Ya en enero de 1631 se reunió Laso de la Vega en el fuerte de Arauco con más de 800 españoles y al menos 500 yanaconas. Mientras eso sucedía el ejército de los caciques marchaba a esa plaza pero Lientur rechazó la idea de combatir y se retiró con los 2000 guerreros propios. Los caciques prefirieron continuar su marcha con las 5000 lanzas que les quedaban al fuerte de Arauco, llegando a las cercanías de este en la noche del 12 de enero. Algunas fuentes dicen que Lientur consideró demasiado el riesgo de enfrentar a los españoles en campo abierto aunque otras dicen que malos augurios le advirtieron del futuro desastre.

## La batalla
El 13 de enero de 1631, Laso de la Vega ya habiendo hecho confesar a sus huestes salió del fuerte y, eligiendo cuidadosamente el terreno, fue a tender su línea de batalla sobre la loma de Petaco, protegiendo sus flancos con defensas naturales y ordenando que los indios auxiliares formasen entre los españoles.
El flanco derecho español, compuesto de infantería, quedó a cargo del sargento mayor Juan Fernández Rebolledo; el izquierdo, compuesto por la caballería, a cargo del maestre de campo Zea; y el comisario general Alonso Villanueva de la reserva, formada por tropas escogidas. En tanto que la primera quedó compuesta por 250 jinetes, seguida por una segunda formada por la infantería y la artillería fue situada en los flancos (a inicios del siglo Alonso de Ribera reorganizó el ejército español en Chile, además de mejorar la disciplina de las tropas, aumentó la proporción de infantería, por adaptarse mejor al terreno que la caballería). Los mapuches dispusieron a su caballería a la derecha, a cargo de Quepuantú, y la infantería, al mando de Butapichón, a la izquierda. Butapichón les dio un discurso a sus tropas mencionando los logros de sus padres contra los españoles, sus casi cien años de resistencia y las glorias de Chillán y Nacimiento mientras que Quepuantú presionaba para iniciar la batalla.
La lucha comenzó con la carga de jinetes mapuches que fue detenida por fusileros y lanceros. Luego, Laso de la Vega ordenó a su caballería cargar contra la infantería enemiga, lo que terminó siendo rechazada igualmente, acabando los jinetes hispanos por huir desordenadamente. Esta situación, según los escritores de ese tiempo, no fue aprovechado por Butapichón que perdió la oportunidad de decidir el enfrentamiento. Mientras el fuego de los mosquetes forzaba a los araucanos a retroceder en el flanco izquierdo, en el derecho Laso de la Vega reorganizó su caballería y ordenó una nueva carga de los jinetes siendo rechazada nuevamente. Pero haciendo una tercera carga y junto a 150 hombres de la reserva logró abrir las filas mapuches. La caballería mapuche en eso fue desbandada y Butapichón fue herido y derribado de su caballo, lo que afectaría la moral de los suyos. La infantería mapuche, que se mantuvo siempre unida y firme, a pesar del continuo fuego de la infantería española, comenzó a tambalear al ver caer herido a su jefe y al desbandarse la caballería. Los mapuches resistieron lo que pudieron pero terminaron por escapar rápidamente hasta una ciénaga donde se empantanaron produciéndose una gran masacre ya que Laso de la Vega había ordenado su persecución.
La batalla fue un desastre total para los araucanos, fuentes de la época mencionan hasta 2000 caídos, 600 prisioneros y tres a cuatro mil caballos capturados por los españoles. Las fuentes modernas tienden a rebajar la cifra a varios cientos de muertos y más de medio millar de prisioneros. Tras la batalla y persecución el gobernador ordenó a sus tropas volver al fuerte al final del día tras lo que se celebró un Te Deum y se dio de comer, además de darles las gracias en nombre del rey, a sus soldados de forma general, más algunas particulares, para finalizar con una cena junto a sus oficiales.

## Consecuencias
Esta victoria fue una de las mejores obtenidas para las armas españolas desde los tiempos de García Hurtado de Mendoza y fue muy celebrada en América y España considerándose decisiva en la pacificación de Arauco, celebrándose la victoria con fiestas públicas en todas las ciudades de Chile. Sin embargo, Laso de la Vega creyó que esta gran victoria iba a doblegar definitivamente a los mapuches y dar la paz tan anhelada, pero amargamente debió comprobar que no era de ese modo y debió retomar el antiguo plan de Alonso de Ribera de hacer la guerra defensiva. Pasada la euforia inicial para el invierno del mismo año tanto el Virrey como el Cabildo se negaron a darle más recursos a Laso de la Vega, el primero por tiempo y problemas económicos de la Corte española y el segundo se debía a que en Santiago solo quedaban 300 milicianos armados para imponer el orden y evitar una posible rebelión de los 2000 negros y 1500 indios varones adultos que vivían en la urbe. La falta de recursos y la negativa de los mapuches a aceptar la paz fueron los principales motivos que impidieron a Laso de la Vega aprovechar más su victoria.
Entrado el invierno de 1631, en el Valle de Elicura, Quempuante le hizo frente con 150 guerreros a su perseguidor, el maestre de campo Fernando de Cea, mató a Longo, hijo de un cacique amigo de los españoles y huyó. Poco después fue muerto en un duelo por el control de su tribu. Su vencedor, Loncomilla, fue muerto cuando él y sus hombres estaban  borrachos y fueron atacados por los españoles. Se calculó en 600 el número de indios muertos o capturados en las campañas de ese invierno.
Faltaba Butapichón quien sabiamente rehusó el combate y no le presentó batalla en las redadas y batidas punitivas en pleno corazón del territorio mapuche. El cacique reunió miles de guerreros en el valle central pero cuando el gobernador marchó desde Yumbel con 1800 hombres hasta Curalaba evitó todo combate. El comandante español mandó al maestre de campo Fernández Rebolledo hacía Quillín y trajo de vuelta 250 prisioneros y 6000 cabezas de ganado. En la Navidad, el ejército acampó en las ruinas de La Imperial. El número de prisioneros hechos en campaña fue de 500 indígenas, se mataron a otros 160, recuperaron 1000 caballos y 12 000 cabezas de ganado, se rescataron numerosos españoles y 150 indios amigos, sin embargo, solo 60 nativos aceptaron la paz.
Para 1634, tras morir Butapichón la voluntad guerrera mapuche había cambiado aparentemente y se notaba el languidecimiento de las actividades predatorias de los indios debido al arrasamiento material. Laso de la Vega resolvió repoblar Angol en 1637 en forma prudente después de vencer al cacique Naucopillán en el combate breve de Angostura (12 de diciembre de 1636). Entregó el gobierno al Marqués de Baides, Francisco López de Zúñiga y Meneses. La guerra y las preocupaciones constantes por 10 años minaron la salud de este gobernador y el 15 de julio de 1640 falleció cuando acababa de llegar a Lima en busca de ayuda médica a los 54 años. Laso de la Vega pasó a ser considerado el más importante gobernador que tuvo Chile en el siglo XVII y se considera que sus campañas fueron el principal motivo de porque el alzamiento general de los mapuches que se venía gestando por las expediciones de captura de prisioneros para venderlos como esclavos se produjo solo en 1655.